# Zahraniční politika Ruské federace
Zahraniční politika Ruské federace představuje politiku ruské vlády, zahrnující mezinárodní vztahy s ostatními státy a jejich občany či mezinárodními organizacemi. Tento článek se zabývá zahraniční politikou Ruské federace po rozpadu Sovětského svazu v roce 1991.

## Členství v mezinárodních organizacích

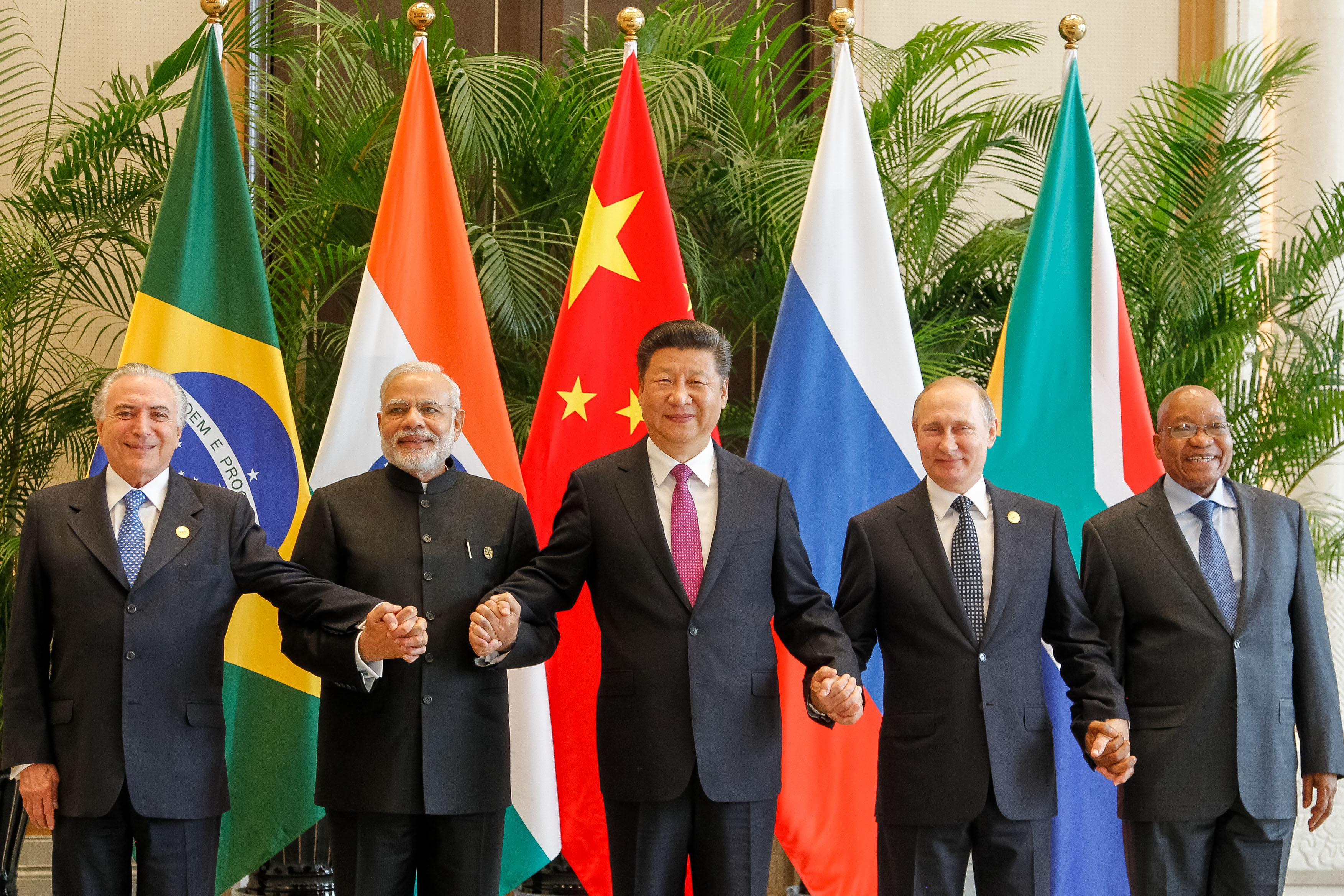
Představitelé států BRICSu na 8. vrcholné schůzce v roce 2016

Rusko je členským státem (mimo jiné) těchto mezinárodních organizací: Asijsko-pacifické hospodářské společenství, BRICS, Organizace pro bezpečnost a spolupráci v Evropě, Organizace Smlouvy o kolektivní bezpečnosti, Organizace spojených národů, Pařížský klub, Rada Evropy, Společenství nezávislých států, Svaz Ruska a Běloruska, Šanghajská organizace pro spolupráci.

## Vztahy s NATO a EU

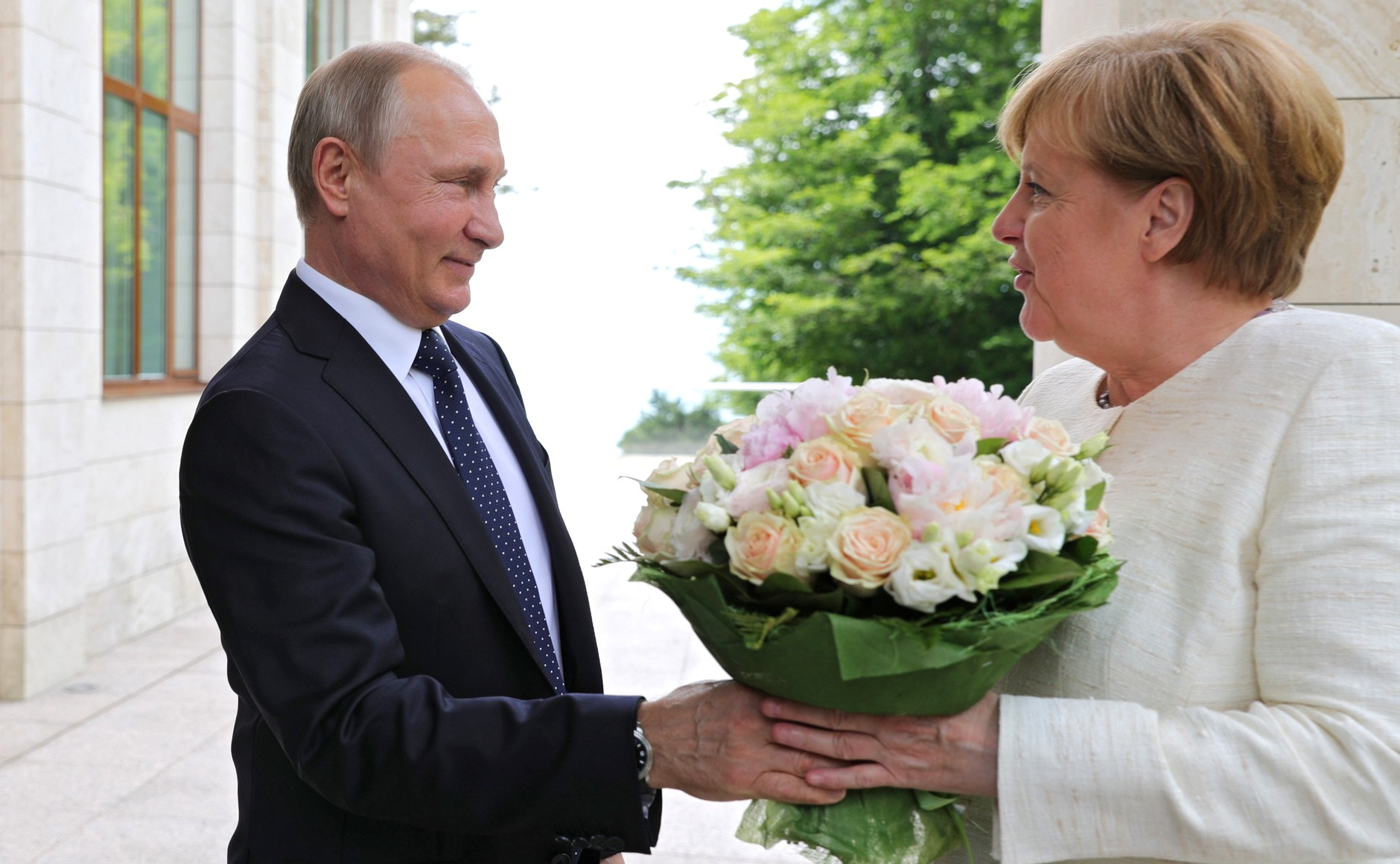
Ruský prezident Vladimir Putin a německá kancléřka Angela Merkelová v Soči 18. května 2018

Rusko podepsalo dne 22. června 1994 program Severoatlantické aliance Partnerství pro mír a 20. května 1997 tzv. Russia-NATO Founding Act, jehož signatáři usilovali o vytvoření základů pro trvalou a pevnou spolupráci mezi aliancí a Ruskem, což mělo přinést významný příspěvek k evropské bezpečnosti v 21. století, přestože již v době podpisu tohoto dokumentu se vyskytly pochybnosti ohledně splnění těchto ambiciózních cílů.
Na tuto dohodu navazoval vznik Rady NATO-Rusko, jenž byla domluven na setkání ministrů v Reykjavíku a oznámen na summitu NATO v Římě v květnu 2002. Rusko podepsalo dne 24. června 1994 také dohodu o partnerství a spolupráci s Evropskou unií. V posledních letech se však vztahy Ruska s členskými zeměmi NATO a EU zkomplikovaly, protože se některé východoevropské státy (především Litva, Lotyšsko, Estonsko a Polsko) cítí Ruskem ohroženy. Evropská unie uvalila na Rusko kvůli jeho aktivitám na Krymu a Ukrajině v letech 2015 a 2016 řadu ekonomických sankcí.
Rusko se podle bývalého britského ministra zahraničí Philipa Hammonda odklonilo od dodržování všeobecně uznávaných norem chování a začalo porušovat pravidla mezinárodních vztahů, což podle něj představuje výzvu a hrozbu pro všechny.
Podle Petra Pavla, předsedy vojenského výboru NATO, má Rusko velmi významné vojenské schopnosti, na kterých staví svoji mezinárodní politiku a které používá často v rozporu s uznávanými mezinárodními pravidly. Rusko podle něj posunulo hybridní válku na novou, komplexnější úroveň a velice dovedně využívá propagandu jako důležitý nástroj. Tato propaganda má mnohem větší dosah i efektivitu než propaganda sovětská a jejím cílem je, aby člověk nenacházel žádnou jistotu a aby nevěděl, čemu vlastně věřit. Toho je dosahováno prostřednictvím relativizování pojmů pomocí šíření polopravd. Ruská propaganda se oproti sovětské nesoustředí na vyzdvihování kvalit svého systému, ale na kritiku systému ostatních.

## Saúdská Arábie

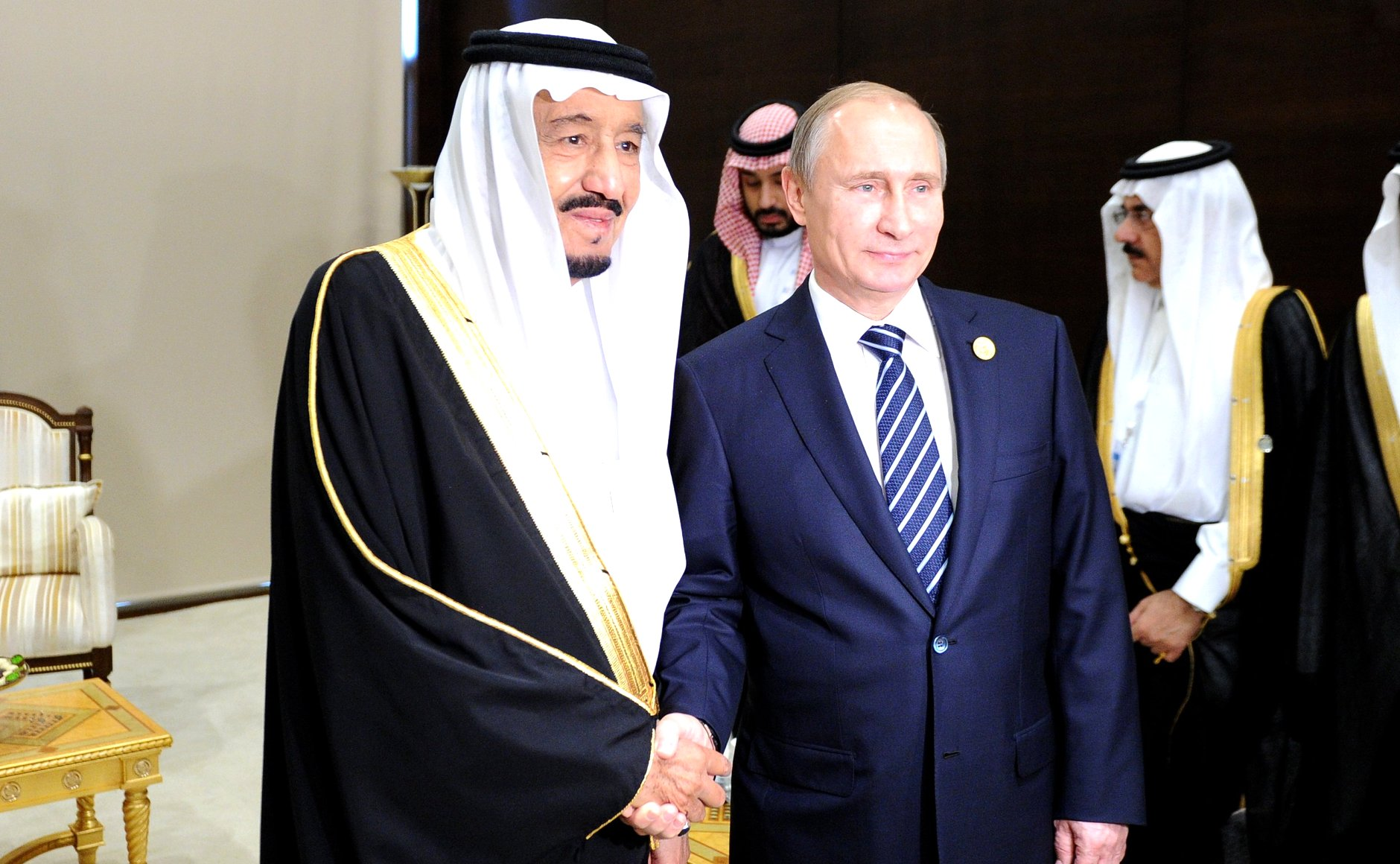
Putin a Salmán bin Abd al-Azíz, král Saúdské Arábie

Putinova vláda opakovaně kritizovala saúdskou vojenskou intervenci v Jemenu proti jemenským šíitům. V občanské válce v Sýrii Rusko podporuje syrského prezidenta Asada, zatímco Saúdská Arábie podporuje protivládní povstalce. Saúdská podpora povstalců, včetně džihádistů z fronty al-Nusra, vedla v roce 2015 k diplomatickému konfliktu mezi Ruskem a Saúdskou Arábií. Podle některých autorů Saúdská Arábie v roce 2014 zvýšila produkci ropy, aby snížila její cenu a poškodila tak ekonomiky Ruska a Íránu, které jsou na příjmech z těžby ropy závislé.
Rusko přesto vede průběžně rozhovory se zeměmi OPEC a také se Saúdskou Arábií kvůli poklesu ceny ropy až o 70 %, který se udál v průběhu roku 2015 a počátkem 2016. Na Petrohradském mezinárodním ekonomickém fóru došlo k setkání ruského prezidenta Vladimira Putina se saúdskoarabským princem Muhammadem bin Salmánem, synem krále Salmána.
Ředitel ruského státního fondu přímých investic (RDIF) Kirill Dmitrijev sdělil, že Rusko prohlubuje hospodářskou spolupráci se Saúdskou Arábií. Její plánovaná investice podle něj bude největší zahraniční investicí v Rusku za poslední čtyři roky. Další spolupráci Rusko plánuje v oblasti dodávek zbraní pro Saúdskou Arábii. V roce 2016 Rusko připravilo návrh týkající se prodeje zbraní Saúdské Arábii, jehož součástí jsou dodávky letecké techniky a munice a také několika typů systémů protivzdušné obrany různého doletu v celkové hodnotě asi 10 miliard dolarů.

## Rusko-gruzínská válka
V roce 2008 proběhla v Gruzii krátká válka, během níž po gruzínském útoku na pozice jihoosetinských a ruských ozbrojených sil obsadila ruská armáda část gruzínského území a následně Rusko uznalo dvě separatistické autonomní republiky v Gruzii jako samostatné státy. Tehdejší premiér Vladimir Putin obvinil Spojené státy americké, že jsou zodpovědné za eskalaci tohoto konfliktu. Spekulovalo se o tom, že podpora Gruzie vládou prezidenta George W. Bushe měla mj. za účel argumentativně zvýhodnit prezidentského kandidáta Republikánské strany Johna McCaina. Někteří komentátoři začali již tehdy mluvit o druhé studené válce mezi Ruskem a Západem.

K NATO se od znovusjednocení Německa připojilo 12 nových členských států

V roce 2009 ruský prezident Dmitrij Medveděv kritizoval rozšiřování NATO na východ, které podle něho porušilo sliby dané západními politiky po znovusjednocení Německa.

## Podněstří
Na území Moldávie, zejména však v Podněstří, žije třicetiprocentní menšina etnických Rusů. V roce 1990 se Podněstří fakticky odtrhlo od Moldávie (západní státy však tuto separaci neuznaly), mj. z obavy ze spojení země s Rumunskem. V roce 1992 byla svedena krátká válka mezi Podněstřím a Moldávií se 700 oběťmi na životech. Ve válce pomáhaly na straně Podněstří ruské jednotky, které v zemi zůstávají doposud. V roce 2008 tam bylo asi 1200 ruských vojáků. Tehdejší prezident Ruska Dmitrij Medveděv se v srpnu 2008 krátce po válečných událostech v Gruzii setkal s moldavským prezidentem Vladimirem Voroninem a sdělil mu, že jeho země si má na Podněstří nechat zajít chuť a že toto varování se týká i dalších Gruzii podobných případů. Prohlásil také, že „Rusko se nebojí perspektivy studené války, ale nechce ji,“ a že Rusko nehodlá vojensky zasahovat v dalších konfliktech bývalého sovětského prostoru. Už tehdy se ale s obavami ozvala například Ukrajina. Společným rysem obou dvou konfliktů – moldavského a ukrajinského – je či byla snaha obou zemí začlenit se do NATO. Pozice moldavské vlády v této otázce je však v současné době nejasná.

## Rusko a ukrajinská krize
Ruská státní a provládní média se často zaměřují na analýzy vývoje vztahů Ruska a Západu. Podle nich chce dekadentní Západ omezit nebo dokonce zlikvidovat vzrůstající ruskou hospodářskou a vojenskou sílu. Objevuje se v nich také tvrzení, že Spojené státy americké a Evropská unie zavinily vznik celého ukrajinského konfliktu. Ukrajinská vláda je podle nich fašistická a na východě vlastní země utlačuje a vraždí ruskojazyčné obyvatelstvo. Tuto rétoriku pak v Evropské unii přejímá část politického spektra a mnozí účastníci internetových diskusí.

## Unipolární, bipolární a multipolární svět
Ruský prezident Vladimir Putin prohlásil v únoru 2015, že Ruské federaci nevyhovuje jednopolární svět v čele s USA, ve kterém je Rusku blokován hospodářský rozvoj.
| „                | Válku, díky Bohu, nemáme. Ale zcela jasně existuje snaha zamezit různými prostředky našemu rozvoji, existuje snaha 'zmrazit' světový pořádek, který vznikl v posledních desetiletích po rozpadu Sovětského svazu a v jehož čele je jediný nepochybný vůdce, který jím chce zůstat. Chce jím zůstat ve víře, že on může vše a ti druzí mohou jen to, co on jim dovolí a co je v jeho zájmu. | “ |
| — Vladimir Putin | |   |

Putin již v říjnu 2014 obvinil Spojené státy, že chtějí oživit politická schémata z dob první studené války.

## Ochrana ruských menšin v zahraničí

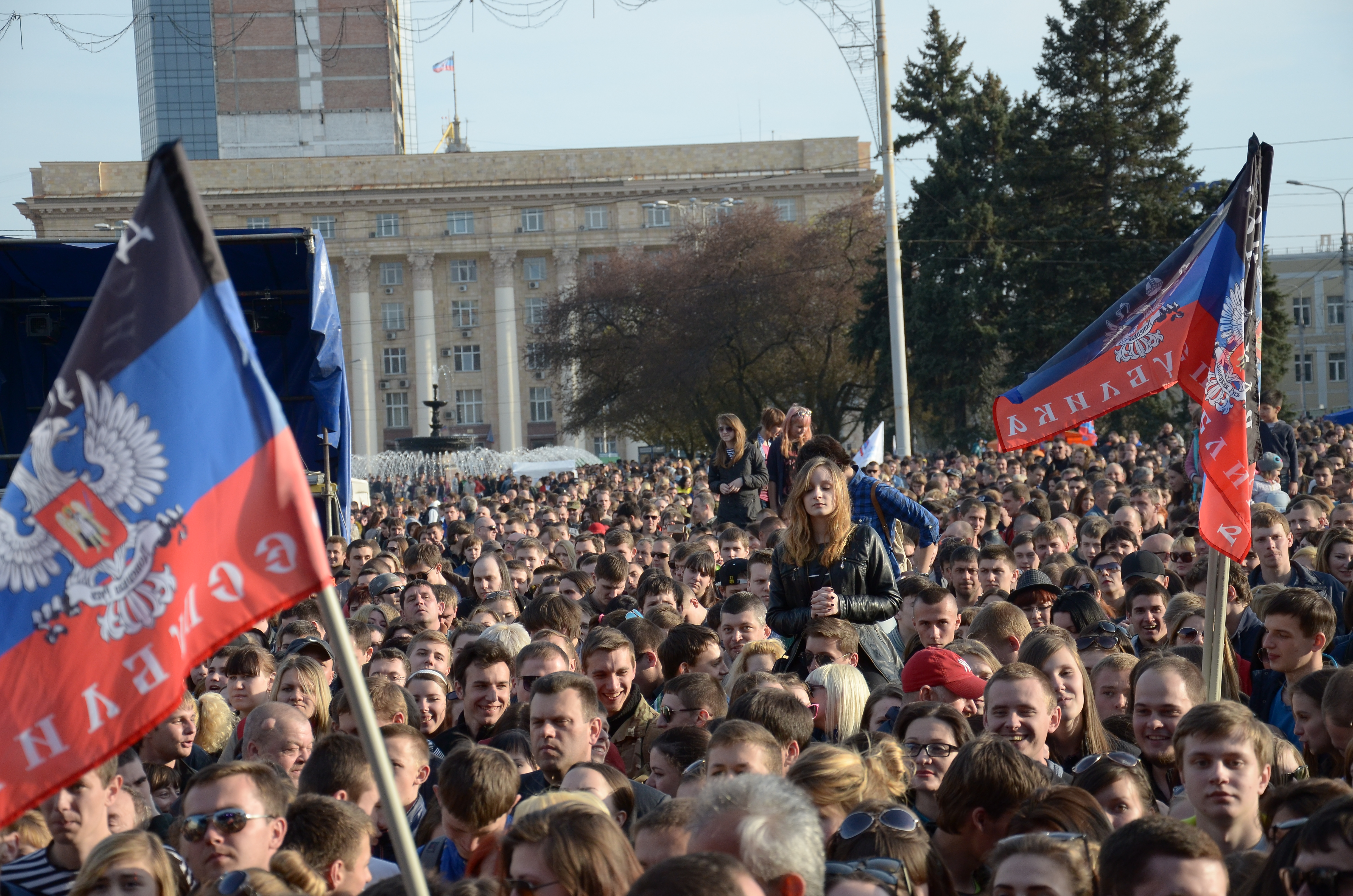
Proruské obyvatelstvo v Doněcku vyjadřuje podporu separatistům, 24. dubna 2015

Putinův poradce Sergej Markov uvedl, že Rusko brání své menšiny před rusofobií a rasismem vládnoucí elity na Západě, která podle něj zapříčinila mj. vznik ukrajinské krize. Na Ukrajině podle něj vládne ultranacionalistický, fašistický teror ukrajinské junty a Rusko musí trpící Rusy zachránit. Na územích, kde operují ruští vojáci, podle něj vládne demokracie a svoboda slova. Ruský prezident Vladimir Putin označil současnou ukrajinskou vládu za dědice Stepana Bandery a jeho bojovníků z Ukrajinské povstalecké armády (UPA). Bandera je v Rusku vnímán jako kolaborant s nacistickým Německem. V lednu 2015 vysoce postavený ruský diplomat odsoudil pochod na počest 105. narozenin Stepana Bandery uspořádaný v centru Kyjeva.
Ruská propaganda cílí také na početné ruské menšiny v Pobaltí a Rusko jim podává pomocnou ruku. Markov měl podle televizní stanice ČT24 prohlásit, že Estonsko a Lotyšsko mají všechny důvody obávat se „ruské agrese“, protože tyto země podle něj uplatňují represivní přístup vůči ruské menšině. V Estonsku ruská menšina tvoří 25 procent obyvatel, v Lotyšsku 27 procent a na Litvě 5 procent. Podle švédské televize SVT, která rozhovor původně přinesla, záleží na tom, zda tuto „propagandu“ Rusové v Pobaltí přijmou. Příslušníci ruské menšiny v Lotyšsku a Estonsku jsou často v postavení občanů druhé kategorie bez základních občanských práv, tedy tzv. neobčanů. Jenom v Lotyšsku žije 300 000 neobčanů. Tento status nemá oporu v mezinárodním právu a byl kritizován i parlamentním shromážděním Rady Evropy.
V roce 2015 došlo na Ukrajině k sérii vražd a podivných sebevražd prorusky orientovaných novinářů, opozičních politiků a bývalých vysoce postavených členů Strany regionů prezidenta Janukovyče. Jednou z obětí byl například novinář a kritik současné ukrajinské vlády Oles Buzyna. Motiv těchto vražd nebyl úředně objasněn.